# 5112 Кусаї
5112 Кусаї (5112 Kusaji) — астероїд головного поясу, відкритий 23 вересня 1987 року.
Тіссеранів параметр щодо Юпітера — 3,668.